# Chenal Pedersen
Chenal Pedersen är ett sund i Antarktis. Det ligger i Östantarktis. Frankrike gör anspråk på området.